# Masacres de Sétif y Guelma

Bandera mostrada por los manifestantes de Sétif

Las masacres del 8 de mayo, también conocidas como masacre de Sétif o masacres de Sétif y Guelma, fueron una serie de disturbios y asesinatos ocurridos en la ciudad comercial de Sétif, en la Argelia francesa, cerca de Constantina, en 1945. 
La policía local francesa abrió fuego contra manifestantes argelinos en una protesta celebrada el 8 de mayo de 1945. Posteriormente, algunas manifestaciones celebradas en la misma ciudad acabaron con ataques a los asentamientos franceses situados en las zonas agrícolas de los alrededores, provocando la muerte de 103 personas. Más tarde, las autoridades francesas y otros colonos europeos realizaron ataques que provocaron aún más muertos entre la comunidad musulmana de la región: se estima que murieron entre 20 000 y 45 000 personas. El inicio de este conflicto y la naturaleza indiscriminada de la represión son consideradas como un punto de no retorno en las relaciones francoargelinas, conduciendo a la posterior guerra de Independencia de Argelia entre 1954 y 1962.

## Antecedentes
El movimiento anticolonialista empezó a organizarse antes de la Segunda Guerra Mundial, liderado por Messali Hadj y Ferhat Abbas. El sentimiento antifrancés se había ido construyendo a lo largo del país durante meses, consolidándose con una serie de protestas en varias ciudades, como por ejemplo Mostaganem, meses antes del conflicto. Algunos de los factores que influyeron, aparte de la emergencia del nacionalismo árabe, eran la situación global de sequía y de hambre que había sufrido la región de Constantina. Con el fin de la Segunda Guerra Mundial, 4000 manifestantes salieron a las calles de Sétif para presionar con nuevas demandas de independencia a la administración francesa.

## Inicios
El primer conflicto se produjo la mañana del 8 de mayo de 1945, el mismo día que la Alemania nazi se rindió en el marco de la Segunda Guerra Mundial. Una manifestación celebrada por unos 5000 manifestantes argelinos musulmanes que celebraban el final de la guerra acabó con una confrontación entre los participantes y los gendarmes franceses locales, cuando los últimos intentaron retirar pancartas que atacaban el poder colonial imperante. No se ha aclarado todavía quién abrió fuego en primer lugar, pero tanto los manifestantes como los policías recibieron el impacto de balas. Posteriormente, algunos musulmanes que se encontraban a la manifestación dispararon contra europeos que se encontraban en las calles.[7] Una manifestación menos multitudinaria celebrada en Guelma fue dispersada aquel mismo atardecer. Como consecuencia, se realizaron varios ataques contra la comunidad de pieds-noirs (colonos franceses) en la región agrícola de los alrededores, provocando la muerte de 103 personas de origen europeo, así como un centenar de heridos.

## Reacción francesa
Después de cinco días de caos, el ejército y la policía franceses suprimieron la revuelta, llevando a cabo posteriormente una serie de represalias por los ataques a los asentamientos. El ejército, que incluía a la Legión Extranjera Francesa y a tropas marroquíes y senegalesas, realizó ejecuciones sumarias, en el marco de un ratissage ("rastrillado"), entre las comunidades rurales musulmanas sospechosas de haberse involucrado en los hechos. Los pueblos musulmanes más inaccesibles fueron bombardeadas por la aviación francesa, mientras que el crucero Duguay-Trouin, dispuesto cerca de la costa, en el golfo de Bugía, bombardeó Kherrata. Los vigilantes pied-noir lincharon a los prisioneros detenidos en prisiones locales y dispararon al azar a musulmanes que no llevaban una banda blanca en el brazo (como había impuesto el ejército). La mayoría de las víctimas musulmanas no habían estado implicadas en la revuelta original que causó esta represión.
Estos ataques provocaron la muerte de entre 1020 (el número oficial que los franceses dieron en el marco del Informe Tubert que se redactó al poco de las masacres) y 45 000 personas (tal como aseguró la emisora Radio Cairo en aquel momento). Horne expone que la cifra más aproximada es de 6000, tras consultar a los historiadores más objetivos, pero reconoce que esta cifra solo es estimativa.

## Consecuencias
La revuelta de Sétif y la subsecuente represión marcaron un punto y aparte en las relaciones entre Francia y la población musulmana bajo su control desde 1830, cuando Francia colonizó Argelia. Mientras que los detalles de los asesinatos de Sétif fueron ninguneados en la Francia metropolitana, el impacto en la comunidad musulmana argelina fue traumático, especialmente entre el gran número de soldados musulmanes que formaban parte del ejército francés y que estaban volviendo de la guerra en Europa. Nueve años más tarde se inició una revuelta general en el país que condujo a su independencia de Francia en marzo de 1962, después de la firma de los Acuerdos de Évian.

## Relaciones posteriores
En febrero de 2005, Hubert Colin de Verdière, embajador francés en Argelia, se disculpó formalmente por la masacre, describiéndola como una "tragedia inexcusable", en lo que fue descrito como "el comentario más explícito del estado francés sobre la masacre".

## En la cultura popular
El cine argelino, muy rico en el género del cine bélico, ha descrito estas masacres más de una vez. Cuando la película Hors-la-loi, del director Rachid Bouchareb, fue nominada a mejor película en el Festival Internacional de Cine de Cannes de 2010, los pieds-noirs franceses, los harkis y varios veteranos de guerra se manifestaron en contra de la proyección de la película en cines franceses, considerando que el largometraje distorsionaba la realidad.